# Cameron Erving
Cameron Erving (Moultrie, 23 agosto 1992) è un giocatore di football americano statunitense che milita nel ruolo di offensive lineman per gli Houston Texans della National Football League (NFL).

## Carriera universitaria
Armstead al college giocò a football con i Florida State Seminoles dal 2010 al 2014, vincendo il campionato NCAA nel 2013, anno in cui fu inserito nel Second-team All-American dall'Associated Press.

## Carriera professionistica

### Cleveland Browns
Il 30 aprile 2015, Erving fu selezionato come 19º assoluto dai Cleveland Browns nel Draft NFL 2015. Debuttò come professionista subentrando nella gara del primo turno contro i New York Jets. La sua stagione da rookie si concluse disputando tutte le 16 partite, di cui 4 come titolare.

### Kansas City Chiefs
Il 30 agosto 2017, Erving fu scambiato con i Kansas City Chiefs per una scelta del quinto giro del draft 2018. Il 2 febbraio 2020 scese in campo nel Super Bowl LIV contro i San Francisco 49ers che i Chiefs vinsero per 31-20, conquistando il primo titolo dopo cinquant'anni.

### Dallas Cowboys
Il 6 maggio 2020 Erving firmò un contratto di un anno con i Dallas Cowboys.

### Carolina Panthers
Nel marzo del 2021 Erving firmò come free agent con i Carolina Panthers.

### New Orleans Saints
Il 4 ottobre 2023 Erving firmò con la squadra di allenamento dei New Orleans Saints. Disputò la prima gara con la squadra contro i Jacksonville Jaguars il 19 ottobre 2023 partendo come tackle sinistro titolare.

### Houston Texans
Il 3 agosto 2024 Erving firmò con gli Houston Texans.

## Palmarès
- Super Bowl : 1

Kansas City Chiefs: LIV
- American Football Conference Championship: 1

Kansas City Chiefs: 2019